# Secretaría de Recursos Hidráulicos
|                 |
| SRH (1947–1976) |

Das Secretaría de Recursos Hidráulicos (SRH) war ein 1947 unter Präsident Miguel Alemán Valdés  gegründetes politisches „Sekretariat (der Regierung) für Wasserwirtschaft“ in Mexiko. Als Sekretariat der Regierung war es vergleichbar mit einem Ministerium auf Staatsregierungsebene.
Aufgabe des SRH war die Koordination und Überwachung der Politik hinsichtlich des Stauwehr- und Staudammbaus sowie die Koordination und Überwachung der Politik in den Bundesbezirken in Bezug auf die Entwicklung des Bewässerungslandbaus. Der Bau von Staudämmen und -wehren war eines der Hauptziele des damaligen Regimes.
1976 löste Präsident José López Portillo das Sekretariat auf und übergab den Aufgabenbereich dem Sekretariat für Ackerbau und Viehhaltung, dem Secretaría de Agricultura y Ganadería, das von da an die Bezeichnung Secretaría de Agricultura y Recursos Hidraúlicos führte.
Das Zentralgebäude des ehemaligen SRH in Mexiko-Stadt entstand zwischen 1950 und 1952 nach den Entwürfen der Architekten Enrique del Moral und Mario Pani.

## Ehemalige Sekretäre
Das Amt eines „Secretario“ / einer „Secretaria“ der Regierung in Mexiko ist vergleichbar mit dem eines Ministers einer Staatsregierung. 
| Amtsinhaber                                     | Amtszeit                                        | Präsident                                       | Zeitraum                                        |
| Secretario / Secretaria de Recursos Hidráulicos | Secretario / Secretaria de Recursos Hidráulicos | Secretario / Secretaria de Recursos Hidráulicos | Secretario / Secretaria de Recursos Hidráulicos |
| ----------------------------------------------- | ----------------------------------------------- | ----------------------------------------------- | ----------------------------------------------- |
| Adolfo Orive Alba                               | 1947–1952                                       | Miguel Alemán Valdés                            | 1946–1952                                       |
| Eduardo Chávez                                  | 1952–1958                                       | Adolfo Ruiz Cortines                            | 1952–1958                                       |
| Luis Echeagaray Bablot                          | 1958                                            | Adolfo Ruiz Cortines                            | 1952–1958                                       |
| Alfredo del Mazo Vélez                          | 1958–1964                                       | Adolfo López Mateos                             | 1958–1964                                       |
| José Hernández Terán                            | 1964–1970                                       | Gustavo Díaz Ordaz                              | 1964–1970                                       |
| Leandro Rovirosa Wade                           | 1970–1976                                       | Luis Echeverría                                 | 1970–1976                                       |
| Luis Robles Linares                             | 1976                                            | Luis Echeverría                                 | 1970–1976                                       |